# Блажевич Іван Іванович
Іван Іванович Блажевич (Іонас Іонасович Блажявичюс; 7 січня 1903, Чіжюнай — 24 квітня 1945) — радянський воєначальник, Герой Радянського Союзу, в роки радянсько-німецької війни командир 99-ї гвардійської стрілецької дивізії 9-ї гвардійської армії 3-го Українського фронту, гвардії генерал-майор.

## Біографія
Народився 7 січня 1903 року в селі Чіжюнай Тракайської волості (нині Шальчинінкський район Вільнюського повіту Литовської Республіки) в сім'ї робітника. Литовець. Підлітком почав він працювати на Гончарівській паперовій фабриці в селищі Полотняний завод під Калугою.
У Червоній Армії з 1918 року. Учасник Громадянської війни. Воював у знаменитій Залізній дивізії, був поранений. У 1920 році вступив у ВКП(б). У 1921 році закінчив Кремлівські кулеметні і піхотні командні курси, командував взводом. У 1922 році закінчив Вищу об'єднану військову школу. Продовжив службу в Київському піхотному училищі, потім був командиром парашутної частини у Харківському військовому окрузі. Після невдалого стрибка, переніс кілька операції, але, незважаючи на травму, залишився в строю.
У середині 1930-х років майор Блажевич був начальником штабу 8-го стрілецького полку Харківського військового округу, готуюся до вступу в Академію. У 1935 році, після одного з виступів перед молоддю, на нього надійшов донос до органів НКВС. Спочатку обійшлося доганою по партійній лінії, але в 1937 році, після чергового доносу, Блажевич був виключений з партії. У 1938 році — заарештований і в квітні 1939 року засуджений військовим трибуналом Харківського військового округу на 4 роки таборів з позбавленням військового звання. Але вже в серпні того ж року Військова колегія Верховного Суду СРСР припинила справу. В кінці року Блажевич був відновлений в армії, призначений викладачем тактики на військові курси в Саратові. У 1940 році вступив Військову академію імені М. В. Фрунзе (заочно).
На фронтах радянсько-німецької війни з 1942 року. Командир парашутної бригади, начальник штабу стрілецької дивізії. З червня 1943 року полковник Блажевич — командир щойно сформованої 221-ї стрілецької дивізії. Під його командуванням дивізія брала участь у прориві Міус-фронту, відвоюванні Донбасу і міст і сіл Лівобережної України. У вересні 1943 року, завдяки вмілому командуванню Блажевича, частинам дивізії вдалося швидко і без великих втрат відвоювати місто Маріуполь і дивізії було присвоєно почесне найменування «Маріупольської».
17 червня 1944 року полковник (з 2 листопада 1944 року — генерал-майор) Блажевич прийняв командування 99-ї гвардійської стрілецької дивізії, пройшов з нею до кінця війни. Вже через кілька днів дивізія під його командуванням брала участь у Свірсько-Петрозаводській операції, форсувала річку Свір, відвойовувала південну Карелію. Потім у складі 3-го Українського фронту брала участь у боях за звільнення Угорщини, Австрії і Чехословаччини. 16 березня 1945 року гвардії генерал-майор Блажевич вміло організував дії частин по прориву сильно укріпленої оборонної смуги ворога.
За місяць наступальних боїв на території Угорщини і Австрії частини дивізії опанували 5-ма містами і 218 населеними пунктами. У ході боїв було знищено і захоплено 63 танка, 21 штурмових гармат, 273 бронетранспортера та автомобіля, 71 гармату, 8 залізничних ешелонів, взято в полон 10 677 солдатів і офіцерів противника. За особисті заслуги у командуванні з'єднанням, за відвагу і мужність командир дивізії був представлений до присвоєння йому звання Героя Радянського Союзу.
23 квітня 1945 року на північній околиці австрійського міста Берндорф при зміні командного пункту в ході наступу, переходячи з групою штабних офіцерів до наміченої під командний пункт висотці, гвардії генерал-майор Блажевич підірвався на ворожій міні. Отримав важкі поранення і в ніч на 24 квітня 1945 року помер.
Похований у Москві на Новодівичому кладовищі (ділянка 4, ряд 11).
За вміле командування дивізією і проявлені при цьому мужність і героїзм Указом Президії Верховної Ради СРСР від 28 квітня 1945 року гвардії генерал-майору Блажевичу Івану Івановичу присвоєно звання Героя Радянського Союзу.

## Нагороди, пам'ять

Анотаційна дошка в Маріуполі

Нагороджений орденом Леніна, орденами Червоного Прапора, Суворова 2-го ступеня, Кутузова 2-го ступеня, Олександра Невського, медалями.
У місті Маріуполі Донецької області ім'я Героя носить вулиця, а на будинку № 213 проспекту Металургів, на розі з вулицею Блажевича, встановлено анотаційну дошку. Його ім'я носить суховантаж Українського торгового флоту.